# Symphonie pour orgue no 9 de Widor
La Symphonie pour orgue no 9 op. 70 « Gothique » est une œuvre de Charles-Marie Widor composée en 1895.
Cette symphonie pour orgue tire en grande partie sa substance thématique de l'hymne de Noël Puer Natus est, qu'elle paraphrase. Elle est dédiée à l'abbatiale Saint-Ouen de Rouen, dotée d'un grand orgue installé par Cavaillé-Coll en 1890. La « Gothique » fut suscitée par cet instrument nouveau, doté de quatre claviers et de 64 jeux, que Widor a lui-même inauguré et qu'il a qualifié admirativement de « alla Michel-Ange ».

## Structure
1. Moderato
2. Andante sostenuto
3. Allegro
4. Finale (Moderato - Allegro - Moderato - Andante - Allegro)

## Discographie
- Les dix symphonies de Widor, enregistrées par Pierre Pincemaille sur dix orgues Cavaillé-Coll. La 9e symphonie « Gothique » op. 70 en ut mineur est enregistrée sur l'orgue de l'abbaye Saint-Ouen de Rouen, le 8 novembre 1999 (Solstice SOCD 185).